# João de Ataliba Nogueira
João de Ataliba Nogueira, primeiro e único barão de Ataliba Nogueira (Campinas, 8 de setembro de 1834 — Campinas, 6 de outubro de 1921), foi um advogado, formado pela Faculdade de Direito da Universidade de São Paulo e cafeicultor brasileiro.
Membro do Partido Liberal de Campinas e presidente da Companhia Mogiana de Estradas de Ferro. Filho de José Teixeira e de D. Ana Eufrásia de Almeida. Casou-se em 1864 com D. Luísa Xavier de Andrade, com a qual teve uma filha: Guiomar Ataliba Nogueira, que se casou com Luís Xavier de Andrade e com a qual deixou descendência. É avô de Iolanda Penteado, que seria esposa do industrial e mecenas Francisco Antônio Paulo Matarazzo Sobrinho.

## Títulos nobiliárquicos
Barão de Ataliba Nogueira
Título conferido por decreto imperial em 20 de junho de 1888.